# Свьонтки (Лодзинське воєводство)
Свьонтки (пол. Świątki) — село в Польщі, у гміні Кльонова Серадзького повіту Лодзинського воєводства.
Населення — 167 осіб (2011).
У 1975-1998 роках село належало до Серадзького воєводства.

## Демографія
Демографічна структура станом на 31 березня 2011 року:
|          | Загалом | Допрацездатний вік | Працездатний вік | Постпрацездатний вік |
| -------- | ------- | ------------------ | ---------------- | -------------------- |
| Чоловіки | 93      | 21                 | 64               | 8                    |
| Жінки    | 74      | 13                 | 46               | 15                   |
| Разом    | 167     | 34                 | 110              | 23                   |